# Jorge de Sena

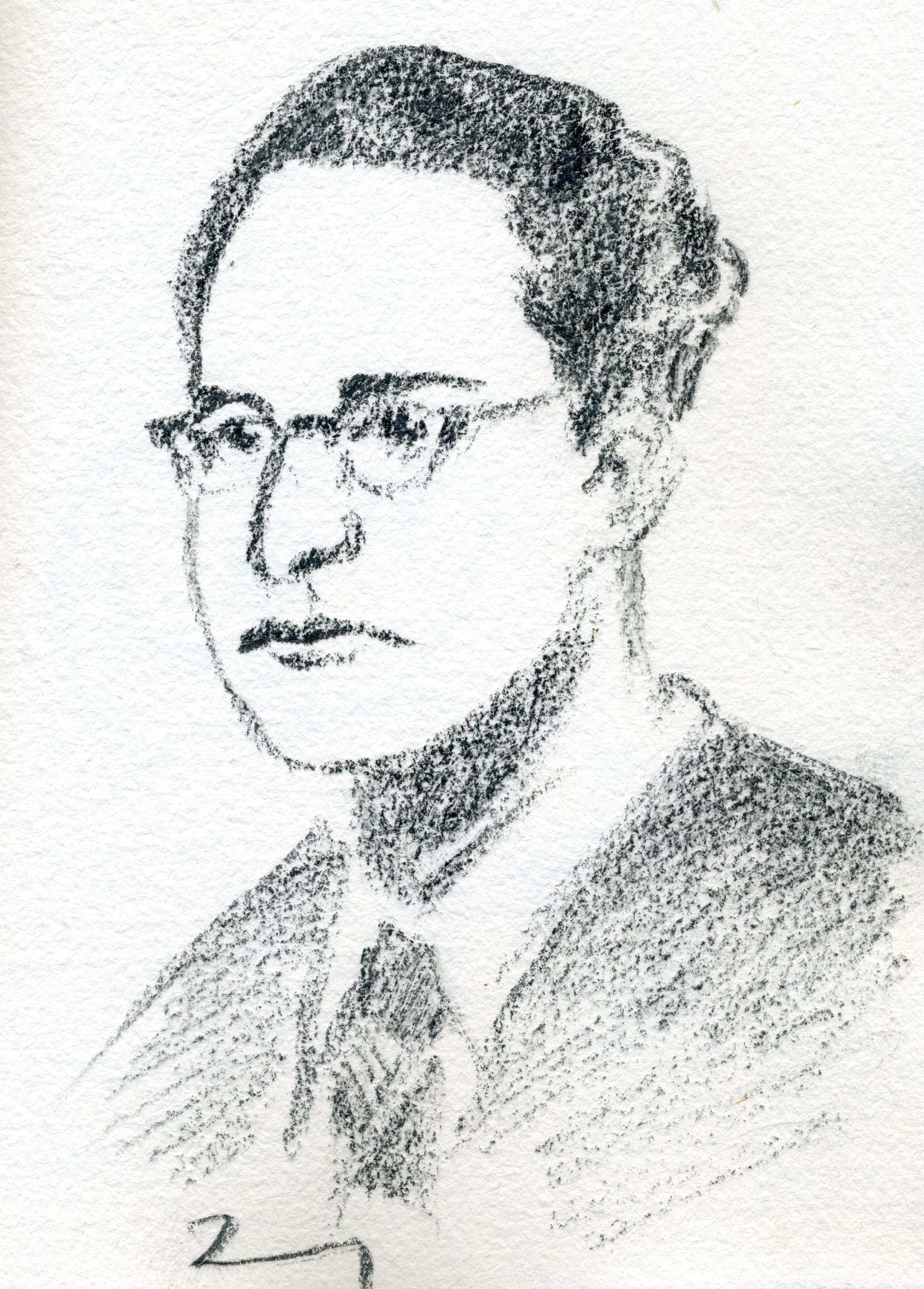
Jorge de Sena

Jorge de Sena, född 1919, död 1978, var en portugisisk poet, essäist, prosaist, dramatiker och översättare.
Jorge de Sena betraktas som en av det sena 1900-talets viktigaste portugisiska poeter och var även en betydande essäist, prosaförfattare och dramatiker. Han var också en produktiv översättare av poesi och prosa av ett stort antal författare från olika tider och språk.